# Jennifer Morrison
Jennifer Marie Morrison (Chicago, 12 de abril de 1979) é uma atriz, modelo, diretora e produtora cinematográfica americana mais conhecida por sua participação nas séries Once Upon A Time como Emma Swan e House como Dra. Allison Cameron.

## Biografia
Jennifer Morrison nasceu em Chicago e cresceu em Arlington Heights, Illinois. Seu pai, David L. Morrison, era professor de música que foi nomeado a Professor do Ano pela Câmara de Educação do Estado de Illinois, em 2003. Sua mãe, Judy Morrison, também era professora. Ambos já estão aposentados. Jennifer se formou na Prospect High School em 1997, quando os pais dela também trabalhavam lá. Durante seu tempo lá, ela tocou clarinete na banda da escola e cantava no coro. Morrison também tem dois irmãos mais jovens, Julia e Daniel Morrison.
Após o colegial, ela frequentou a Loyola University Chicago, onde se formou em Teatro e fez um curso menor em Inglês antes de terminar o curso em 2000. Estudou com a companhia Steppenwolf Theatre Company antes de se mudar para Los Angeles para seguir uma carreira no cinema e na televisão.

### Vida profissional

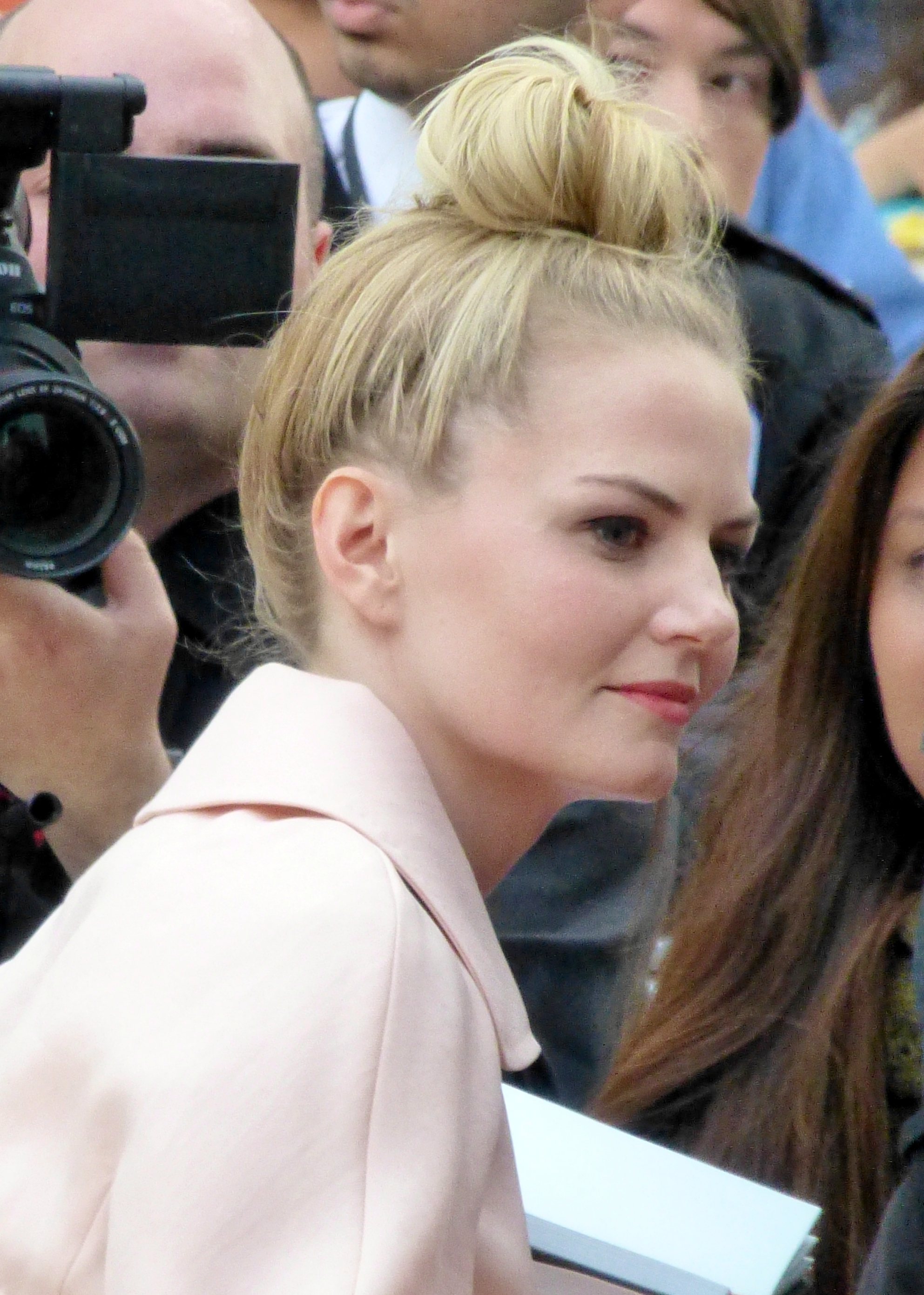
Morrison no Toronto Film Festival 2013

Morrison começou a sua carreira como modelo-mirim, aparecendo em anúncios impressos para a JCPenney e Montgomery Ward e comerciais para a Rice Krispies e Mondos. Aos dez anos, ela foi destaque na capa da revista Sports Illustrated for Kids com a estrela do basquete, Michael Jordan.
Ela fez seu filme de estreia aos quinze anos como a filha de Richard Gere e Sharon Stone, no filme de 1994, Intersection - Uma Escolha, Uma Renúncia e, mais tarde, apareceu como "Samantha" em Ecos do Além com Kevin Bacon em 1999. Seu primeiro papel principal veio em 2000 no filme Lenda Urbana 2, desde então, ela tem, aparecido em vários filmes, como Manobras Radicais com Adam Brody, Sobrevivendo ao Natal com Ben Affleck e James Gandolfini e Sr. & Sra. Smith com Brad Pitt e Angelina Jolie.
Na televisão, ela já trabalhou em diversas séries, incluindo os hits Touched by an Angel e Dawson's Creek antes de desempenhar o papel da imunologista Dra. Allison Cameron em House M.D. em 2004, co-estrelando ao lado de Hugh Laurie. Em 2006, ela estrelou e produziu o filme independente Flourish.
Em 2007 Morrison apareceu como "Kirce James" no vídeo game Command & Conquer 3: Tiberium Wars, uma personagem que frequentemente interage com o jogador. Ela também foi selecionada pelo TV Guide para o seu Top 10 das mais sexy estrelas da TV. Seu colega de série, Omar Epps, escreveu um depoimento para ela que dizia: "Ela emana uma leveza e tem uma linda alma... Quando ela ri, todo mundo ri". Em 2007, ela fez os filmes, Big Stan - Arrebentando na Prisão juntamente com Rob Schneider e The Murder of Princess Diana, um filme para TV, baseado no livro de mesmo nome escrito por Noel Botham. No filme, produzido pela Lifetime e Working Title Television, Morrison retrata uma jornalista americana, chamada "Rachel", que é testemunha do acidente que custou a vida de Diana, a Princesa de Gales.
Em 2009 Morrison apareceu na cena de abertura do filme Star Trek, de J. J. Abrams, como Winona Kirk, mãe de James T. Kirk.
Morrison, também apareceu em vídeos musicais das bandas Jack's Mannequin ("Dark Blue"), Nick Lachey ("Shut Up") e The Donnas ("Too Bad About Your Girl"). Ela atualmente é representada pela agência Abrams Artists Agency.
Estreou em 2011, como protagonista da série da ABC Once Upon a Time, como a personagem Emma Swan, filha do Príncipe Encantado e de Branca de Neve, que voltava para quebrar uma maldição lançada pela Rainha Má. No dia 08 de Maio de 2017, a atriz anunciou a sua saída da série.

## Filmografia

### Cinema
| Ano  | Título                         | Papel                  | Notas                |
| ---- | ------------------------------ | ---------------------- | -------------------- |
| 1994 | Intersection                   | Meaghan Eastman        |                      |
| 1994 | Miracle on 34th Street         | Denice                 |                      |
| 1999 | Stir of Echoes                 | Samantha Kozak         |                      |
| 2000 | Urban Legends: Final Cut       | Amy Mayfield           |                      |
| 2001 | The Zeros                      | Joyce                  |                      |
| 2002 | Design                         | Sonya Mallow           |                      |
| 2002 | Nantucket                      | Alicia                 |                      |
| 2002 | 100 Women                      | Annie                  |                      |
| 2003 | Grind                          | Jamie                  |                      |
| 2004 | Mall Cop                       | Chris                  |                      |
| 2004 | The Sure Hand of God           | Lily Bowser            |                      |
| 2004 | Surviving Christmas            | Missy Vanglider        |                      |
| 2004 | Lift                           | Sarah                  | Curta-metragem       |
| 2005 | Mr. & Mrs. Smith               | Jade                   |                      |
| 2006 | The Script                     | Christie               | Curta-metragem       |
| 2006 | Flourish                       | Gabrielle Winters      | Produtora            |
| 2007 | Big Stan                       | Mindy                  |                      |
| 2009 | Star Trek                      | Winona Kirk            |                      |
| 2009 | Table for Three                | Leslie Green           |                      |
| 2011 | Warrior                        | Tess Conlon            |                      |
| 2012 | Stars in Shorts                | Agente Rachel Mintz    | Segmento: "Prodigal" |
| 2012 | Knife Fight                    | Angela                 |                      |
| 2013 | Some Girl(s)                   | Sam                    |                      |
| 2013 | Alpha Alert                    | Lt. White              |                      |
| 2013 | Star Trek Into Darkness        | Winona Kirk (voz)      |                      |
| 2015 | To Dust Return                 | Sharon Reynolds        | Curta-metragem       |
| 2015 | Mattresside                    | Angelica               | Curta-metragem       |
| 2016 | The Darkness                   | Joy Carter             |                      |
| 2016 | Albion: The Enchanted Stallion | The Abbess             |                      |
| 2017 | Amityville: The Awakening      | Candice                |                      |
| 2017 | Sun Dogs                       | Marie                  | Diretora e produtora |
| 2018 | Assassination Nation           | Margie Duncan          |                      |
| 2018 | Back Roads                     | Callie Mercer          |                      |
| 2018 | Alex & the List                | Katherine Stern        |                      |
| 2018 | Superfly                       | Detetive Mason         |                      |
| 2019 | The Report                     | Caroline Krass         |                      |
| 2019 | Batman: Hush                   | Selina Kyle / Catwoman |                      |
| 2019 | All Creatures Here Below       | Penny                  |                      |
| 2019 | Bombshell                      | Juliet Huddy           |                      |

### Direção
| Ano  | Título                       | Notas                            |
| ---- | ---------------------------- | -------------------------------- |
| 2015 | Warning Labels               | Curta-metragem                   |
| 2015 | Demon Days (Do It All Again) | Clipe Musical                    |
| 2017 | Sun Dogs                     | Longa-metragem                   |
| 2019 | Fabled                       | Série de televisão               |
| 2019 | Euphoria                     | Episódio: “'03 Bonnie and Clyde” |

### Televisão
| Televisão     | Televisão                                | Televisão             | Televisão                                                          |
| Ano           | Título                                   | Papel                 | Episódio                                                           |
| ------------- | ---------------------------------------- | --------------------- | ------------------------------------------------------------------ |
| 2001          | The Chronicle                            | Gwen                  | "Let Sleeping Dogs Fly"                                            |
| 2001          | Touched by an Angel                      | Melissa Dunnigan      | "Most Likely to Succeed"                                           |
| 2001          | Dawson's Creek                           | Melanie Shea Thompson | "The Lost Weekend"                                                 |
| 2002          | Any Day Now                              | Mandy Singer          | "In Too"                                                           |
| 2002          | Dawson's Creek                           | Melanie Shea Thompson | "Sleeping Arrangements"                                            |
| 2002          | The Random Years                         | Megan                 | "Piloto"                                                           |
| 2002          | Big Shot: Confessions of a Campus Bookie | Callie                | Filme televisivo                                                   |
| 2003          | The Edge                                 | Jamie                 | Filme televisivo                                                   |
| 2004-2010     | House                                    | Dra. Allison Cameron  | 108 episódios                                                      |
| 2007          | The Murder of Princess Diana             | Rachel Visco          |                                                                    |
| 2009          | The Super Hero Squad Show                | Wasp (voz)            | 3 episódios                                                        |
| 2010-2011     | How I Met Your Mother                    | Zoey Pierson          | 12 episódios                                                       |
| 2011          | Bringing Ashley Home                     | Ashley Phillips       | Filme televisivo                                                   |
| 2011-2018     | Once Upon a Time                         | Emma Swan             | Protagonista (temporadas 1-6); Participação especial (temporada 7) |
| 2019–presente | This Is Us                               | Cassidy Sharp         | Papel recorrente (4ª temporada)                                    |

### Videogames
| Jogos | Jogos                              | Jogos               | Jogos                        |
| Ano   | Título                             | Papel               | Informação                   |
| ----- | ---------------------------------- | ------------------- | ---------------------------- |
| 2007  | Command & Conquer 3: Tiberium Wars | Tenente Kirce James | Vídeo de recrutamento da GDI |

### Prêmios e indicações
| Ano  | Resultado | Premiação                 | Indicação                                        | Título           |
| ---- | --------- | ------------------------- | ------------------------------------------------ | ---------------- |
| 2009 | Indicada  | Screen Actors Guild       | Performance marcante de elenco em série de drama | House, M.D.      |
| 2014 | Indicada  | People Choice Award       | Química na Tela                                  | Once Upon a Time |
| 2015 | Indicada  | Kids Choice Award         | Melhor Atriz de TV                               | Once Upon a Time |
| 2015 | Indicada  | People Choice Award       | Atriz Favorita de TV                             | Once Upon a Time |
| 2015 | Indicada  | Teen Choice Award         | Atriz de TV: Fantasia/Sci-fi                     | Once Upon a Time |
| 2015 | Ganhou    | Teen Choice Award         | Choice TV: Liplock (com Colin O'Donoghue)        | Once Upon a Time |
| 2015 | Ganhou    | Tribeca Film Festival     | Director                                         | Warning Labels   |
| 2016 | Indicada  | People Choice Award       | Atriz favorita: Fantasia/Sci-fi                  | Once Upon a Time |
| 2016 | Indicada  | Kids Choice Award         | Atriz favorita de TV                             | Once Upon a Time |
| 2016 | Ganhou    | Teen Choice Award         | Choice TV: Liplock (com Colin O'Donoghue)        | Once Upon a Time |
| 2016 | Ganhou    | HollyShorts Film Festival | Diretor                                          | Warning Labels   |